# Таджикская Советская Социалистическая Республика
Таджи́кская Сове́тская Социалисти́ческая Респу́блика (тадж. Ҷумҳурии Шӯравии Сотсиалистии Тоҷикистон / Республикаи Советии Сотсиалистии Тоҷикистон) или Таджи́кская ССР (тадж. ҶШС Тоҷикистон / РСС Тоҷикистон) — союзная республика в составе СССР, существовавшая в период с 1929 года по 1991 год на территории современного Таджикистана.
Постановлением ЦИК Союза ССР, от 5 декабря 1929 года, на Таджикскую ССР распространено действие Договора об образовании Союза ССР.

## История
Республика образована в результате национально-территориального размежевания в Средней Азии 14 октября 1924 года как Таджикская Автономная Социалистическая Советская Республика (Таджикская АССР) в составе Узбекской ССР.
III Чрезвычайный съезд Советов СССР 16 октября 1929 года утвердил Декларацию о преобразовании Таджикской АССР в Таджикскую ССР, в состав которой входили Автономная область Горного Бадахшана, Гармский, Гиссарский, Кулябский, Курган-Тюбинский, Пенджикентский, Ура-Тюбинский округа, а также переданный из Узбекской ССР Ходжентский округ. Таджикская ССР стала седьмой союзной республикой в составе СССР. Территория Таджикской ССР составила 142,5 тыс. км, население 1 млн 150 тыс. человек, 72 % населения составляли таджики. В 1950—1960-е годы из состава Узбекской ССР были переданы современные Матчинский и Зафарабадский районы.
С 5 декабря 1929 года — республика непосредственно в составе Советского Союза. Официальное название республики на русском языке менялось с 5 декабря 1936 года — Таджикская Сове́тская Социалисти́ческая Респу́блика, на таджикском в разное время доминировали разные варианты названий одних и тех же понятий: рус. «совет» — перс. «шура», европ. «республика» — араб. «джумхурия». В связи с этим республика в 1929—1938 годах называлась тадж. Ҷумҳурии Советии Сотсиалистии Тоҷикистон, в 1938—1989 годах — тадж. Республикаи Советии Сотсиалистии Тоҷикистон, а с 1989 года — тадж. Ҷумҳурии Шӯравии Сосиалистии Тоҷикистон.
31 августа 1991 года Верховный Совет Таджикской ССР переименовал республику в Республику Таджикистан — тадж. Ҷумҳурии Тоҷикистон, что не согласовывалось со ст. 71 Конституции СССР.
9 сентября 1991 года Верховный Совет Таджикистана провозгласил республику независимым государством.
Республика Таджикистан (Таджикская ССР) формально оставалась в составе СССР до его распада 26 декабря 1991 года поскольку не были соблюдены процедуры, предусмотренные Законом СССР «О порядке решения вопросов, связанных с выходом союзной республики из СССР» от 3 апреля 1990 года.

## Руководство
Высшее руководство с момента её образования и до провозглашения независимости осуществляла Коммунистическая партия Таджикистана в составе КПСС. Высшим органом Компартии был Центральный Комитет (ЦК), и Первый секретарь ЦК КП Таджикистана был фактическим руководителем республики:

### Первые секретари ЦК КП Таджикистана
- Гусейнов, Мирза Давуд Багир оглы (февраль 1930 — 23 декабря 1933)
- Бройдо, Григорий Исаакович (1933—1934)
- Шадунц, Сурен Константинович (январь 1934 — сентябрь 1937)
- Ашуров, Урумбай Ашурович (сентябрь 1937 — март 1938)
- Протопопов, Дмитрий Захарович (апрель 1938 — август 1946)
- Гафуров, Бободжан Гафурович (16 августа 1946 — 24 мая 1956)
- Ульджабаев, Турсунбай Ульджабаевич (24 мая 1956 — 12 апреля 1961)
- Расулов, Джабар Расулович (12 апреля 1961 — 4 апреля 1982)
- Набиев, Рахмон Набиевич (20 апреля 1982 — 14 декабря 1985)
- Махкамов, Кахар Махкамович (14 декабря 1985 — 31 августа 1991)

Во время перестройки с целью плавного перехода руководства от партийных структур к парламентским, Первый секретарь ЦК Компартии Кахар Махкамов был избран Председателем Верховного совета Таджикской ССР, а затем — на вновь созданный пост Президента Таджикской ССР. Таким образом, он был руководителем Таджикской ССР:
- 14 декабря 1985 — 12 апреля 1990 как Первый секретарь ЦК Компартии Таджикистана;
- 12 апреля 1990 — 30 ноября 1990 как Первый секретарь ЦК Компартии Таджикистана — Председатель Верховного Совета Таджикской ССР;
- 30 ноября 1990 — 31 августа 1991 как Первый секретарь ЦК Компартии Таджикистана — Президент Таджикской ССР.

Высшим законодательным органом Таджикской ССР был однопалатный Верховный Совет, депутаты которого, после обязательного одобрения руководством Компартии Таджикистана, избирались на безальтернативной основе на 4 года (с 1979 года — на 5 лет). Верховный Совет не был постоянно действующим органом, его депутаты собирались на сессии продолжительностью в несколько дней 2—3 раза в год. Для ведения повседневной административной работы Верховный Совет избирал постоянно действующий Президиум, номинально выполнявший функции коллективного главы республики.

### Председатели Президиума Верховного Совета Таджикской Советской Социалистической Республики
- Шагадаев, Мунавар (15 июля 1938 — 29 июля 1950)
- Додхудоев, Назаршо (29 июля 1950 — 25 мая 1956)
- Рахматов, Мирзо Рахматович (25 мая 1956 — 28 марта 1963)
- Холов, Махмадулло Холович (29 марта 1963 — 17 февраля 1984)
- Паллаев, Гаибназар Паллаевич (17 февраля 1984 — 12 апреля 1990)

### Председатели Верховного Совета Таджикской ССР в 1990—1991 гг.
До апреля 1990 года Председатель Верховного Совета исполнял исключительно обязанности спикера на заседаниях. 12 апреля 1990 года Президиум Верховного совета Таджикской ССР был расформирован и его функции переданы Председателю Верховного совета, что сделало его высшим должностным лицом республики. Однако 30 ноября 1990 года был введён пост Президента Таджикской ССР, после чего функции Председателя Верховного совета вновь ограничились обязанностями спикера.
- Махкамов, Кахар Махкамович (12 апреля — 30 ноября 1990)
- Аслонов, Кадриддин Аслонович (30 ноября 1990 — 23 сентября 1991)
- Набиев, Рахмон Набиевич (23 сентября — 7 октября 1991)

### Председатели Совета министров Таджикской ССР
(до 15 марта 1946 года — Председатели Совнаркома Таджикской ССР)
- Мирзо Абдулкадыр Мухиддинов (1925—1929)
- Абдурахим Ходжибаевич Ходжибаев (1929—1933)
- Ашуров, Урумбай Ашурович (1937)
- Курбанов, Мамадали Курбанович (16 сентября 1937 — апрель 1946)
- Расулов, Джабар Расулович (апрель 1946 — 26 марта 1955)
- Ульджабаев, Турсунбай Ульджабаевич (26 марта 1955 — 25 мая 1956)
- Додхудоев, Назаршо (25 мая 1956 — 13 апреля 1961)
- Кахаров, Абдулахад Кахарович (13 апреля 1961 — 20 июля 1973)
- Набиев, Рахмон Набиевич (20 июля 1973 — 20 апреля 1982)
- Махкамов, Кахар Махкамович (20 апреля 1982 — 4 января 1986)
- Хаёев, Изатулло Хаёевич (4 января 1986 — 30 ноября 1990)
- Мирзоев, Акбар Мирзоевич (30 ноября 1990 — 25 июня 1991)

## Административное деление
В разное время в состав республики входили:
- Горно-Бадахшанская автономная область,
- Гармская область (27 октября 1939 — 24 августа 1955),
- Кулябская область (27 октября 1939 — 24 августа 1955, 29 декабря 1973 — 8 сентября 1988, с 24 января 1990),
- Курган-Тюбинская область (7 января 1944 — 23 января 1947, 4 апреля 1977 — 8 сентября 1988, с 24 января 1990),
- Ленинабадская область (27 октября 1939 — 28 марта 1962, с 23 декабря 1970), сейчас — Согдийская область,
- Сталинабадская область (27 октября 1939 — 10 апреля 1951),
- Ура-Тюбинская область (19 января 1945 — 23 января 1947),
- Хатлонская область (8 сентября 1988 — 24 января 1990).

Кроме того, 8 районов центрального подчинения, города Душанбе и Нурек.

## Армия
Таджикистан был единственной Центральноазиатской республикой, которая не формировала отдельную армию при вооружённых силах СССР. На смену пришли советские подразделения Министерства обороны, а также войска, находившиеся в подчинении ТуркВО и САВО в соседних Узбекистане и Казахстане соответственно. В начале 1990-х годов армия была самой маленькой в союзе, и в ней было больше русских, чем коренных таджиков. Армия не смогла эффективно защитить режим, что было доказано во время массовых беспорядков в Душанбе в 1990 году. Там был большой контингент советских пограничников, которыми командовали русские, базирующиеся в Москве, и которыми командовали этническими таджиками призывниками. Когда ТуркВО было распущено в июне 1992 года, его личный состав был распределён между Таджикистаном и другими 4 центральноазиатскими республиками.
В Таджикской ССР также действовало собственное Министерство внутренних дел и внутренних войск, которое было независимым республиканским подразделением Министерства внутренних дел СССР.

## Экономика
На отрасли лёгкой и пищевой промышленности приходилось свыше 60 % промышленной продукции. Основные отрасли тяжёлой промышленности — электроэнергетика, горнорудная, цветная металлургия, машиностроение и металлообработка, промышленность стройматериалов. Основу электроэнергетики составляли ГЭС. Добывался бурый уголь, нефть и природный газ. Цветная металлургия: алюминиевый завод в Турсунзаде, гидрометаллургический в Исфаре. Предприятия машиностроения производили мотальные, сельскохозяйственные машины, оборудование для предприятий торговли и общественного питания, текстильное, светотехническое оборудование, трансформаторы, бытовые холодильники, кабель и другие (основной центр — Душанбе). Развивалась химическая промышленность: заводы — азотно-туковый в Курган-Тюбе, электрохимический в Яване, пластмасс в Душанбе. Главные отрасли лёгкой промышленности: хлопкоочистительная, шёлковая, э. В пищевой промышленности выделялись фруктово-консервная, маслобойно-жировая отрасли.
Сельское хозяйство. В 1986 году в республике насчитывалось 299 совхозов и 157 колхозов. Сельскохозяйственные угодья составляли 4,2 млн га.

## Транспорт
Рабочая длина (в 1986 году)
- Железные дороги — 470 км
- Автодороги — 13 200 км (в том числе с твёрдым покрытием — 11 600 км.)
- Аэропорты

Таджикистан снабжается газом из Узбекистана и Афганистана по газопроводам от Келифа до Душанбе с местных газовых месторождений.

## Республика в филателии

Почтовые марки СССР
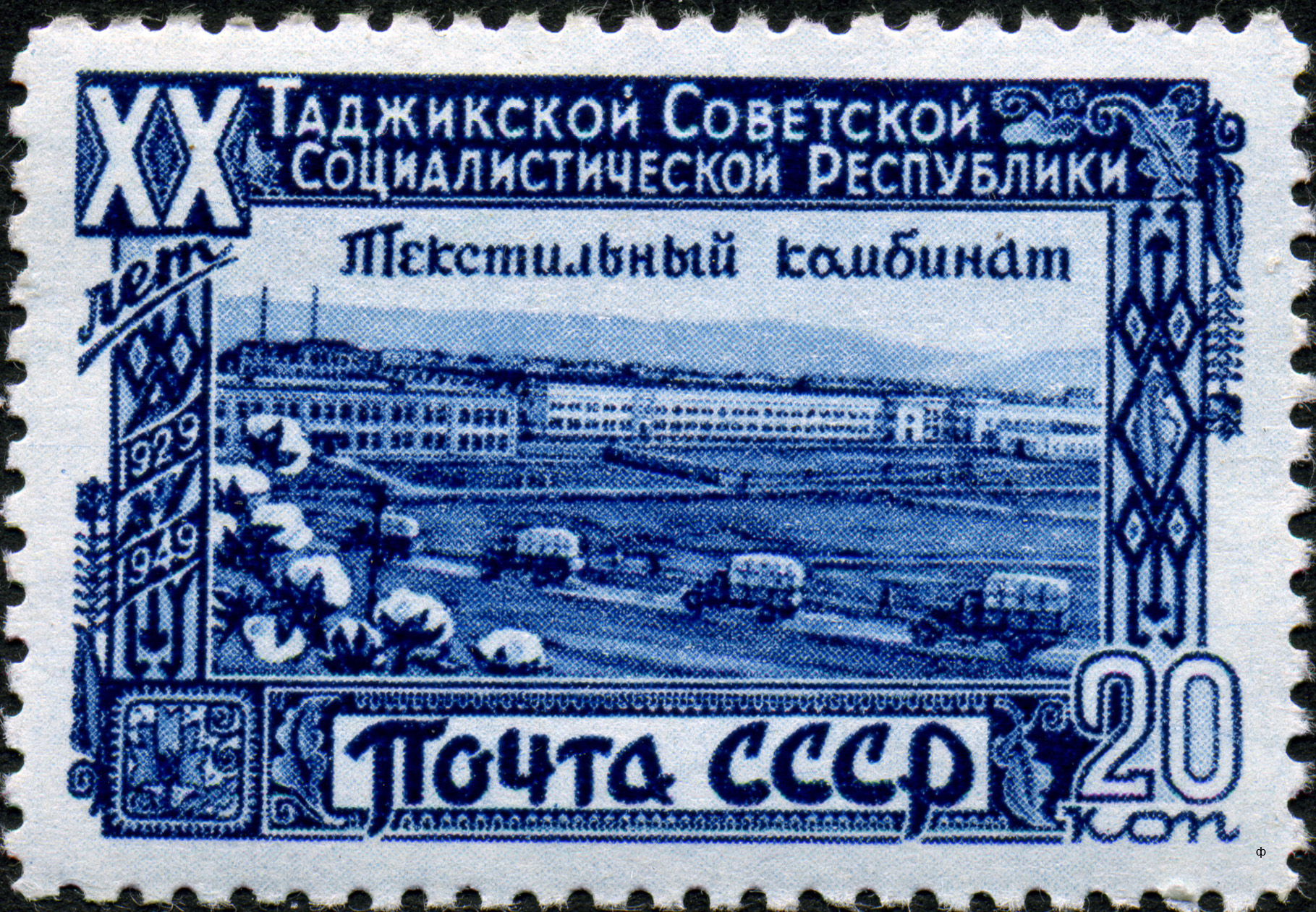
Текстильный комбинат
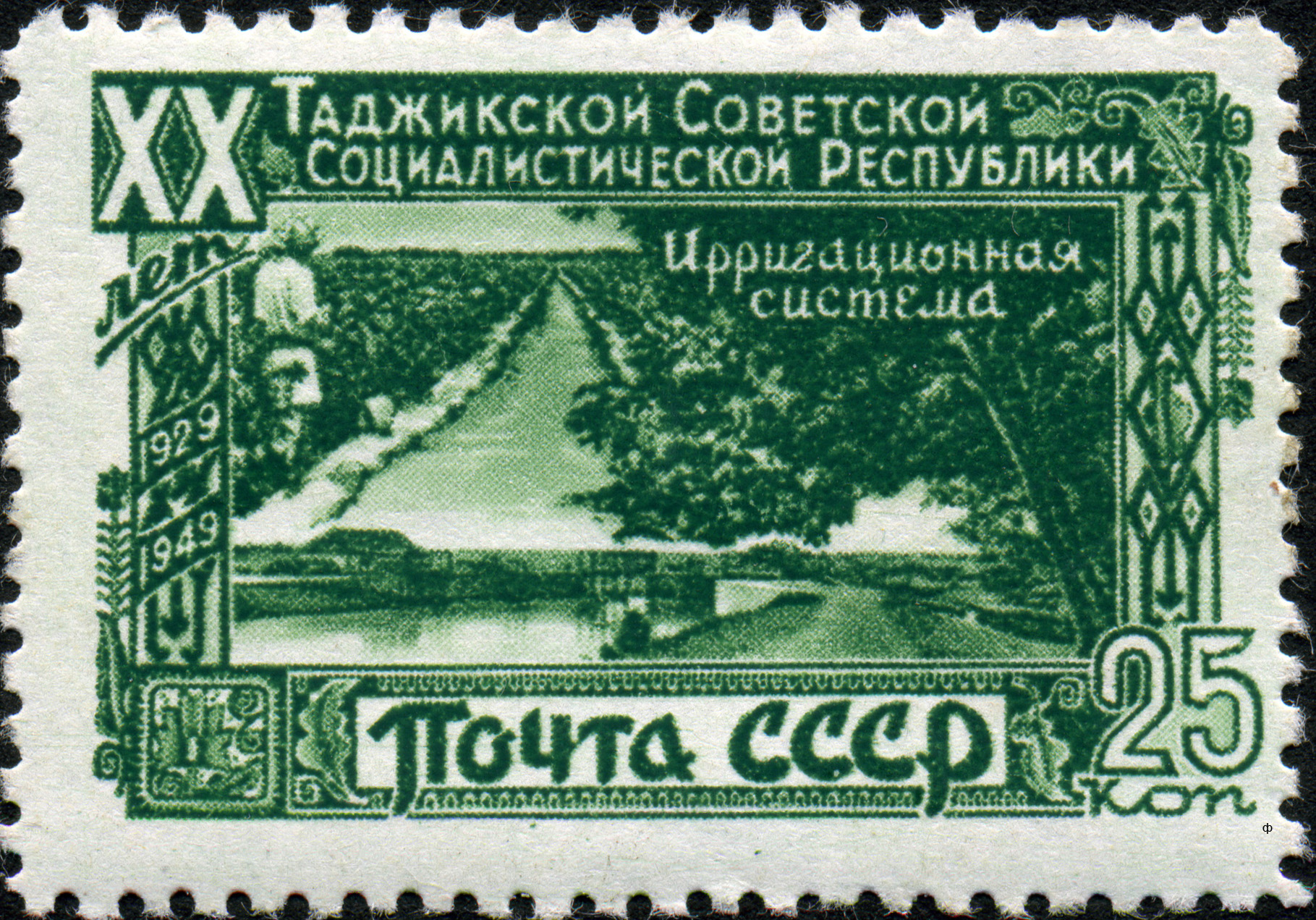
Ирригационная система
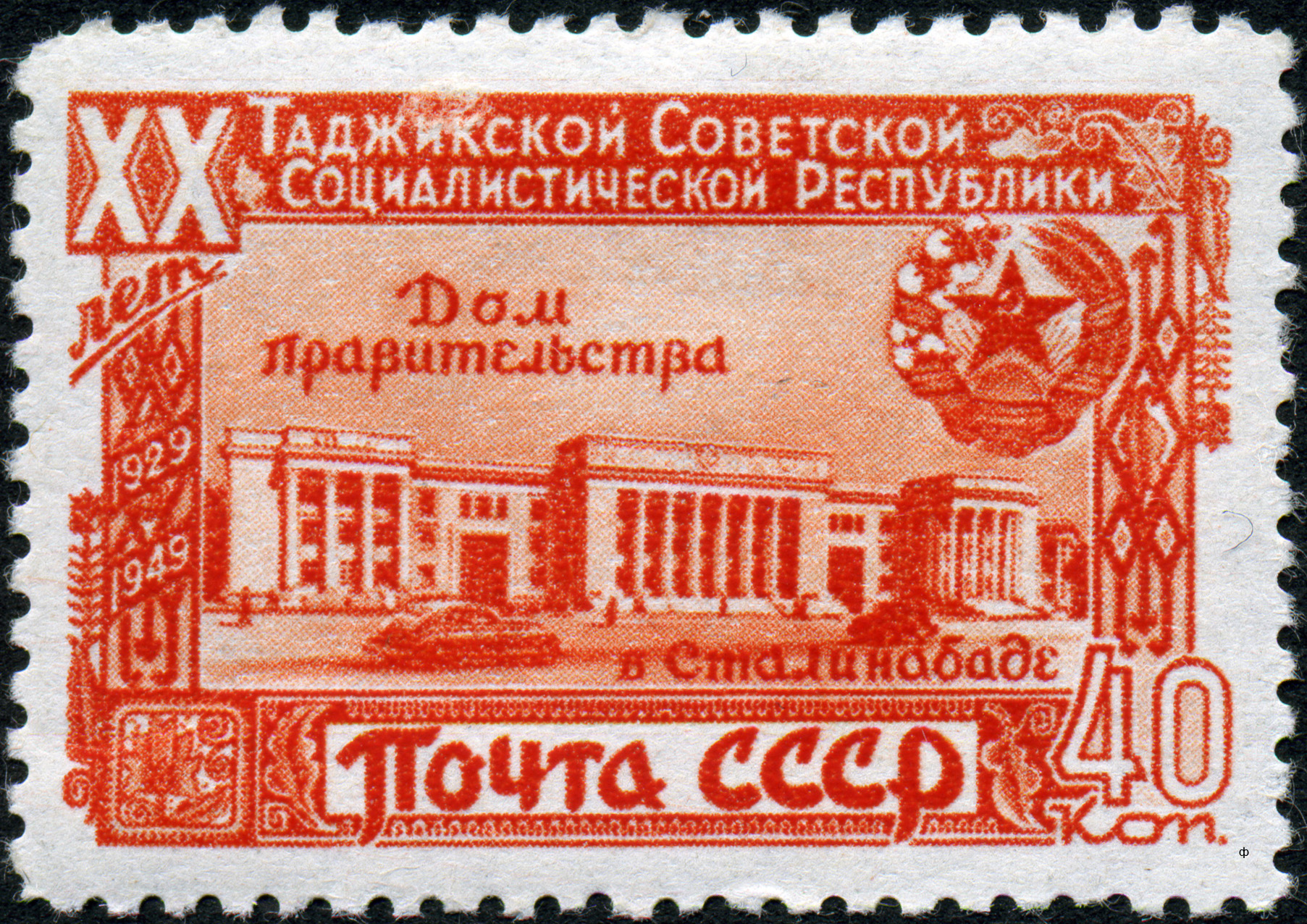
Дом правительства
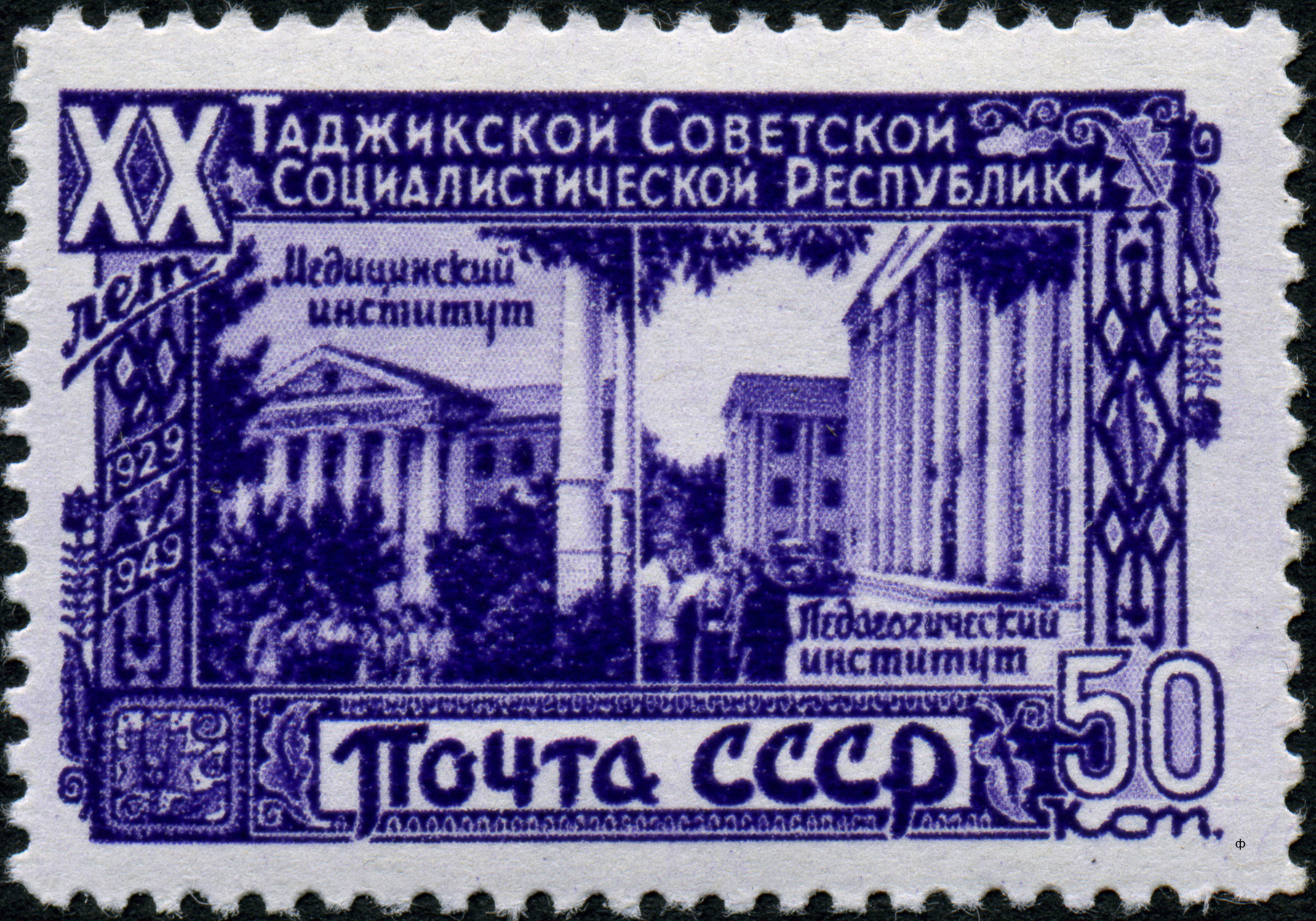
Медицинский и педагогический институты
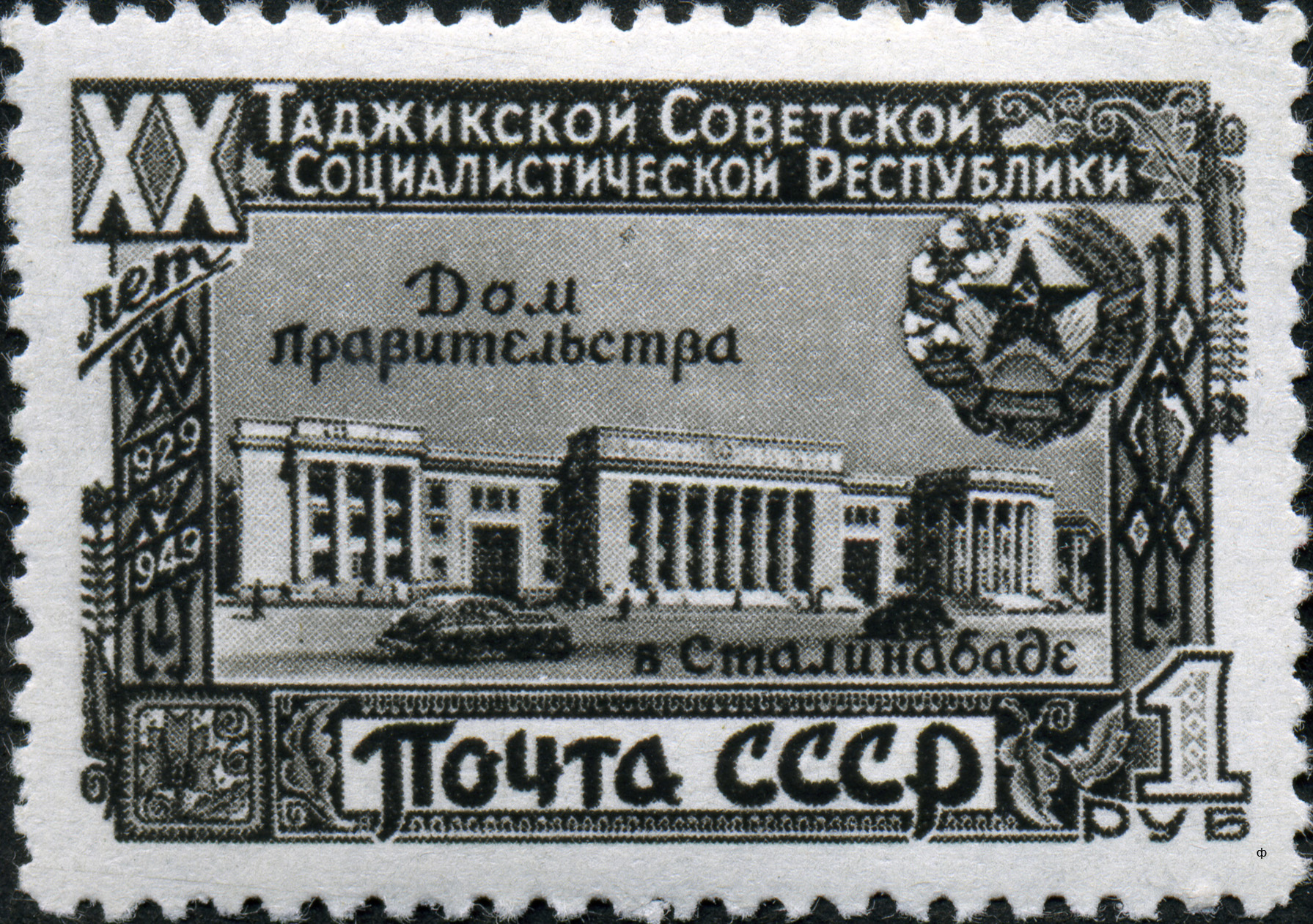
Дом правительства
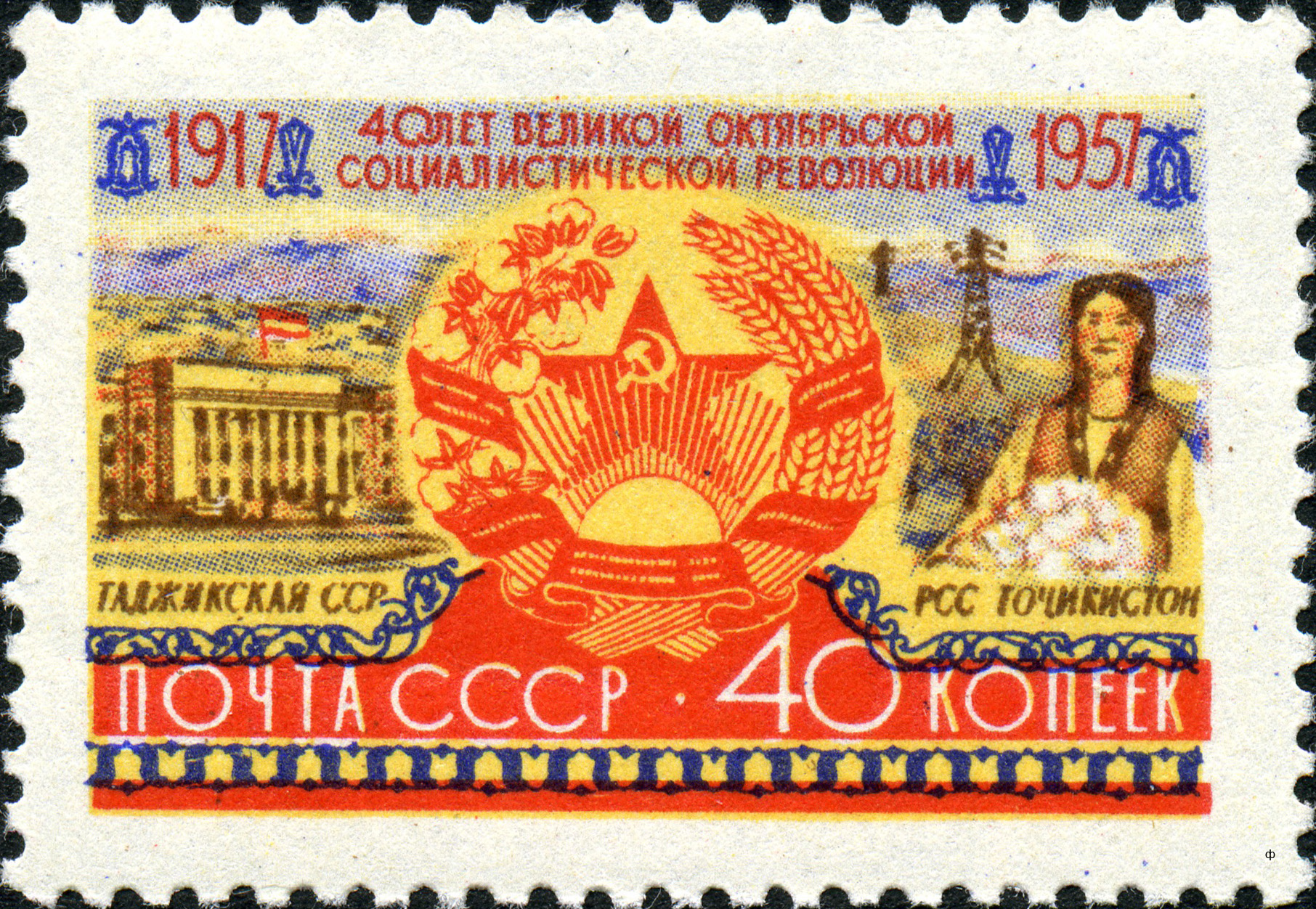
Почтовая марка СССР, 1957 год. 40 лет Октябрьской социалистической революции. Таджикская ССР
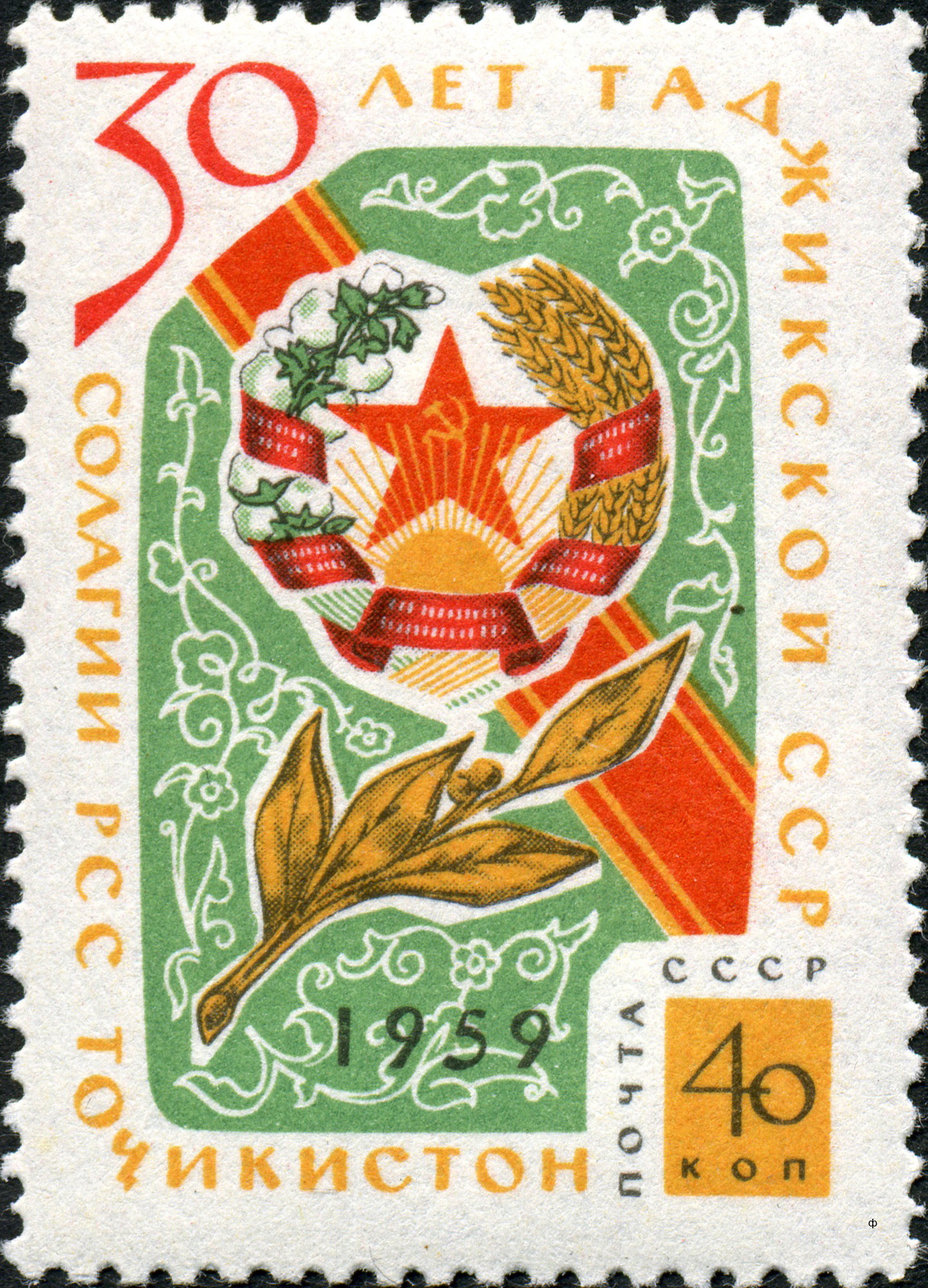
Почтовая марка 1959 год. 30 лет Таджикской ССР
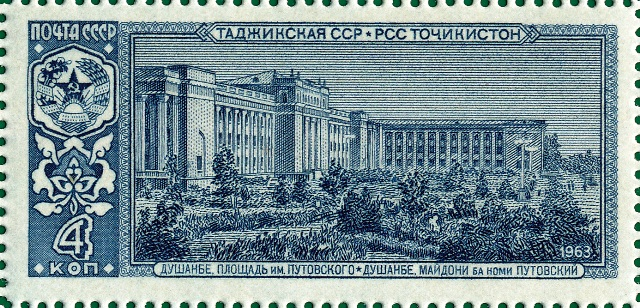
Почтовая марка СССР, 1963 год.
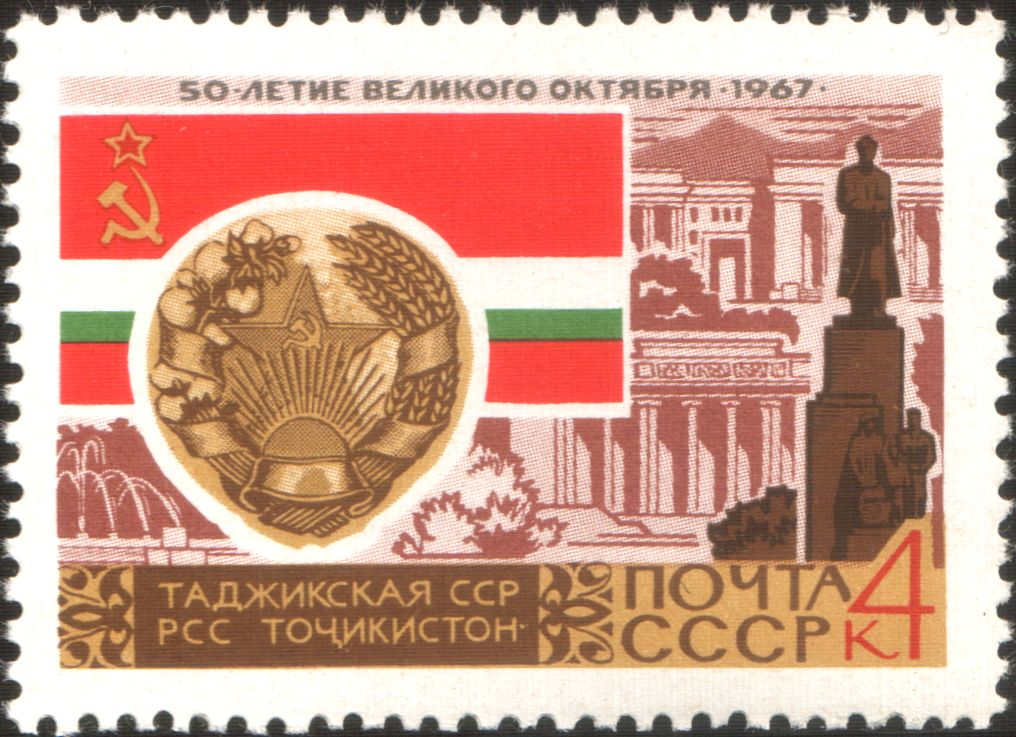
Почтовая марка 1967 год
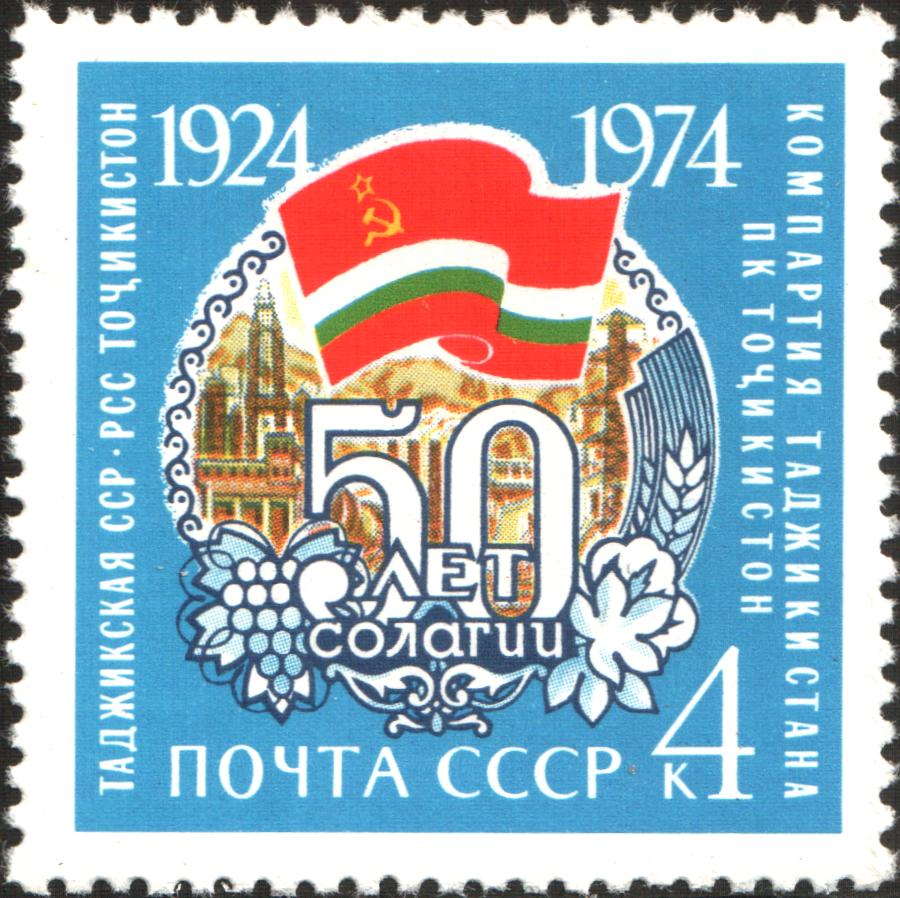
Почтовая марка СССР, 1974 год. 50-летие республики